# سفارة فرنسا في أذربيجان
سفارة فرنسا في أذربيجان هي أرفع تمثيل دبلوماسي لدولة فرنسا لدى أذربيجان. تقع السفارة في باكو وهي تهدف لتعزيز المصالح الفرنسية في أذربيجان.

## وصلات خارجية
- الموقع الرسمي
- قائمة سفارات فرنسا
- قائمة السفارات في أذربيجان